# آرلو أون غوهيل
آرلو أون غوهيل (بالفرنسية: Arleux-en-Gohelle)‏ هي بلدية فرنسية تقع في إقليم باد كاليه من منطقة نور با دو كاليه في شمال فرنسا. تبلغ مساحة هذه المدينة 6.27 (كم²)، وترتفع عن سطح البحر 69 م، يبلغ عدد سكانها 829 نسمة حسب إحصاء المعهد الوطني للإحصاء والدراسات الاقتصادية سنة 2009 م. وترأس Norbert Grobelny البلدية خلال فترة (2008-2014).